# Coccoderus guianensis
Coccoderus guianensis là một loài bọ cánh cứng trong họ Cerambycidae.